# Vintana sertichi
Vintana sertichi és una espècie de mamífer extint de la família dels sudamerícids que visqué durant el Cretaci superior, fa aproximadament 66 milions d'anys. És l'única espècie coneguda del gènere Vintana. Tenia un aspecte semblant al d'una marmota, tot i que no n'és un parent proper. És conegut a partir d'un únic crani trobat a la formació de Maevarano, a la costa occidental de Madagascar.
És força important per a l'estudi dels gondwanateris, atès que es tracta del primer crani ben conservat que es descobrí d'aquest grup, que fins aleshores es coneixia exclusivament per fragments i dents. Traça un vincle amb els multituberculats i els haramíyides en el si del clade teriforme dels al·loteris. És un animal força inusual, dotat d'ales laterals grosses de funció incerta al crani, així com de bulbs olfactoris enormes. Devia pesar uns 20 kg, cosa que el situa entre els mamífers més grossos del Mesozoic, juntament amb formes com Repenomamus i Didelphodon.
El seu nom genèric, Vintana, significa 'sort' en malgaix, mentre que el seu nom específic, sertichi, fou elegit en honor de Joseph Sertich, descobridor de l'holotip.